# Croton nigricans
Croton nigricans là một loài thực vật có hoa trong họ Đại kích. Loài này được (Mart. ex Schltdl.) Radcl.-Sm. & Govaerts mô tả khoa học đầu tiên năm 1997.